# Ehlener Warte
Die Ehlener Warte ist ein Wartturm in Ehlen, einem heutigen Ortsteil der Gemeinde Habichtswald im nordhessischen Landkreis Kassel. Örtlich wird der Turm noch heute „Höllepott“ genannt.

## Standort
Die Warte befindet sich auf 340 m Höhe auf einem Privatgrundstück im Wohngebiet „Am Sand“ auf dem Hügel nördlich der Bundesstraße 251, an der Ecke Danziger Straße/An der Warte.

## Geschichte
Der Turm war Bestandteil der vorgeschobenen Befestigungsanlagen der rund 5 km weiter nördlich gelegenen Stadt Zierenberg, die 1293 von Landgraf Heinrich I. von Hessen gegründet wurde und 1298 Stadtrechte erhielt und sich daraufhin durch eine noch heute in Teilen erhaltene Stadtmauer und durch Warttürme in der Umgebung zu schützen suchte. Neben der Ehlener Warte wurde in der gleichen Zeit auch die Zierenberger Warte nordwestlich der Stadt errichtet.

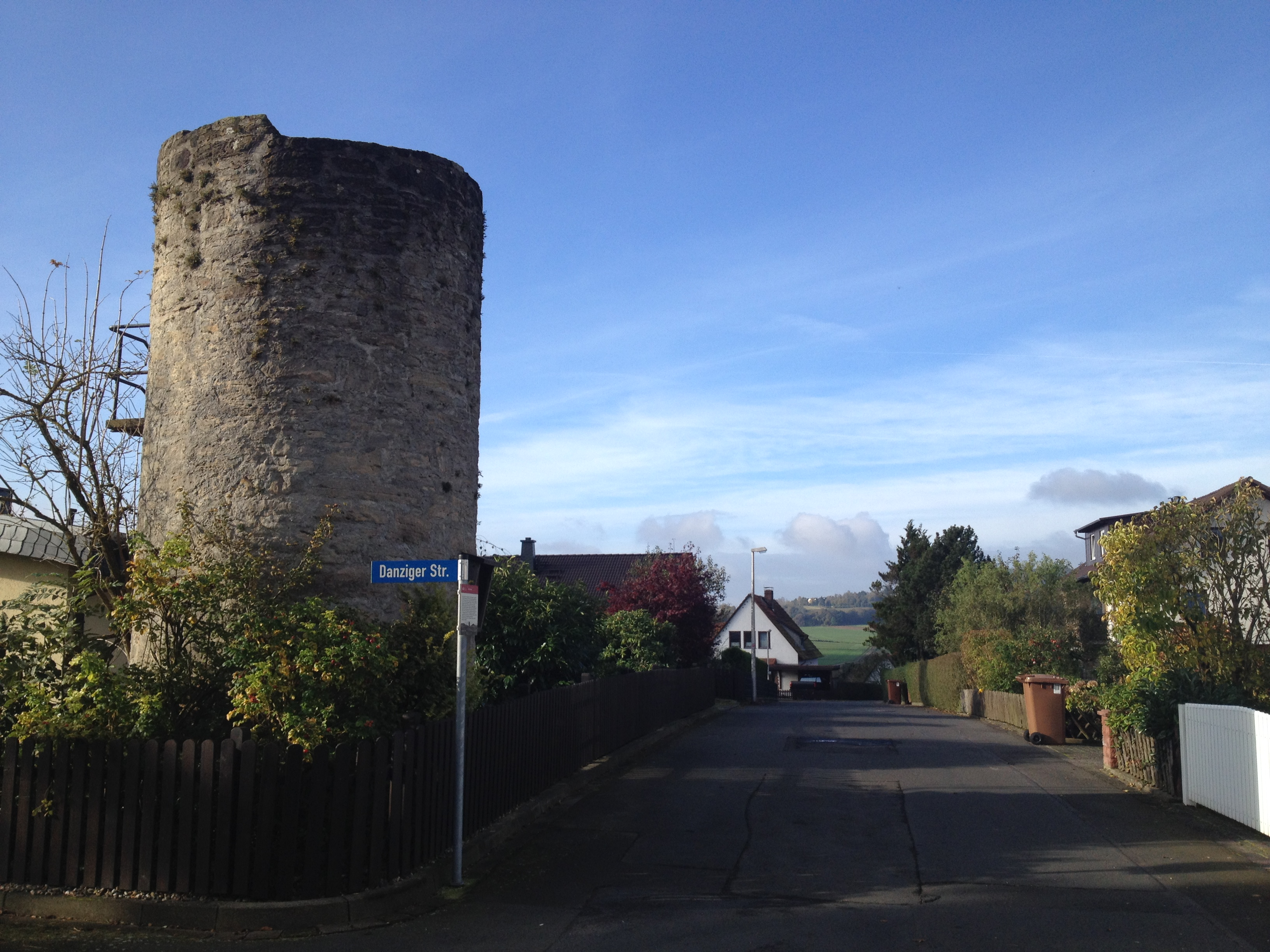
Ehlener Warte (2014)

Bis in die 1950er Jahre stand der heute nur noch etwa 5 m hohe Turm frei in der Landschaft und der Blick von dort reichte nach Zierenberg, zum Kloster Hasungen, rundum ins obere Warmetal und bis nach Martinhagen und Niedenstein. Als das Gebiet „Am Sand“ in den 1960er Jahren bebaut wurde, wurde der Turm mit dem Baugrundstück verkauft und ist daher seitdem in Privatbesitz. Seitdem durchgeführte Baumaßnahmen zur Stabilisierung und Erhaltung des Gebäudes und insbesondere die Anbringung der heutigen Außentreppe zur Eingangsöffnung im oberen Drittel des Turms wurden offensichtlich ohne Beachtung denkmalpflegerischer Vorschriften vorgenommen.